# Jean-Claude Bourret
Jean-Claude Bourret (Lione, 17 luglio 1941) è un giornalista e conduttore televisivo francese.

## Biografia

### Carriera di giornalista
Jean-Claude Bourret si diplomò nel 1967 al Centre de formation des journalistes (Centro di formazione dei giornalisti) di Parigi e fu poi assunto in radio, a France Inter, il 1º giugno di quell'anno. Nel giro di due anni divenne cronista ufficiale delle attività dei presidenti della Francia, seguendo dunque Charles de Gaulle, Georges Pompidou e Valéry Giscard d'Estaing, e fu inviato a Cape Canaveral per seguire il Programma Apollo e la conquista della Luna. Inventò inoltre il Tour de France des plages, un programma per informare i bagnanti sulla temperatura dell'acqua e le condizioni del mare sulle spiagge francesi.
Il 1º gennaio 1973 Jean-Claude Bourret passò alla televisione, debuttando sulla terza rete dell'ORTF con la presentazione del primo journal télévisé (telegiornale) del canale, alle ore 18:30.
Il 6 gennaio 1975 Bourret divenne caporedattore e conduttore del telegiornale di TF1, nel quale introdusse le previsioni meteo con carte satellitari e copertura di cinque giorni. Il 4 dicembre 1976, presentando il notiziario delle ore 20, presenziò alla prima apparizione televisiva del ventunenne Nicolas Sarkozy. Il 15 settembre 1984 inaugurò le trasmissioni mattutine su TF1, col programma Bonjour la France-Bonjour l'Europe. Nel 1986, sempre su TF1, Bourret fu il primo giornalista ad annunciare l'arrivo della nube radioattiva causata dal disastro di Černobyl' sui cieli francesi.
Il 1º luglio 1987 Jean-Claude Bourret passò a la Cinq, dove tenne a battesimo il telegiornale della rete e creò il primo talk show interattivo della storia della tv francese, Duel sur la Cinq, durante il quale i telespettatori potevano votare (tramite telefono e Minitel) il loro gradimento verso i partecipanti al dibattito.
Il 12 aprile 1992 giorno di chiusura di La Cinq, Jean-Claude Bourret presentò l'ultima edizione del telegiornale e condusse l'ultimo programma, Vive la Cinq!, nel corso del quale avvenne lo "spegnimento" della rete televisiva, fallita pochi giorni prima per i bilanci in pesante passivo. Quel giorno, all'ultimo Duel sur la Cinq, partecipò Nicolas Sarkozy opposto a Julien Dray.
Tempo addietro, presentendo le possibili difficoltà economiche di La Cinq, Jean-Claude Bourret creò l'Association de Défense de la Cinq (Associazione di difesa di La Cinq), avente come obiettivo il salvataggio del canale. Una volta fallito questo progetto, Bourret si è impegnato per ricostituire un canale simile a La Cinq, che negli anni successivi mutò nome in TV Liberté.
A dicembre 1994 Bourret divenne consigliere del presidente di La Cinquième, Jean-Marie Cavada, e presentatore della trasmissione Détours de France. Al contempo, divenne caporedattore di Radio Monte-Carlo, incarico che ricoprì fino al 1999, presentando le trasmissioni mattutine dalle ore 6:30 alle 8:30, poi nel 1998 il giornale delle 13. Abbandonò quindi l'attività giornalistica a tempo pieno.
Il 9 maggio 2003 TF1 rese omaggio alla carriera di Jean-Claude Bourret ripercorrendola con un documentario nel corso del programma Sept péchés capitaux. Nell'agosto 2003 fu invece M6 a rendergli omaggio nel programma Secrets d'actualité, focalizzandosi sul suo scoop sul disastro di Chernobyl.
Nel 2009 il giornalista di Europe 1 Guy Carlier mise in dubbio in un'inchiesta televisiva l'onestà di Jean-Claude Bourret nel gestire l'association de défense de la Cinq, che accusò apertamente di essere uno strumento di riciclaggio di denaro per scopi illeciti Jean-Claude Bourret querelò il giornalista, vinse la causa ed impose di versare il risarcimento pattuito a due associazioni no-profit da lui presiedute (Enfance et Partage e les petits cœurs) per la cura dei bambini malati di cancro. Guy Carlier chiese poi pubblicamente scusa a Bourret e all'associazione, ottemperando poi alle richieste del giornalista lionese.
Il 1º aprile 2010 Jean-Claude Bourret presenziò al lancio della trasmissione Touche pas à mon poste di France 4.
Negli anni successivi ha svolto prevalentemente attività di conferenziere, filantropo, scrittore e giornalista di carta stampata, riducendo la frequenza delle sue apparizioni televisive, oltre a portare avanti la lotta per la rinascita di La Cinq attraverso l'associazione Tv Liberté, da lui presieduta. Siede inoltre nel consiglio di amministrazione del Press Club de France, l'associazione della stampa francese.

### Carriera nellaGendarmerie nationale
Nel dicembre 1999 Jean-Claude Bourret fu nominato consigliere del direttore generale della Gendarmerie nationale. Pertanto fu lui a condurre, il 13 settembre 2003 all'arena di Nîmes il concerto delle orchestre della Gendarmerie nationale e della Police nationale, alla presenza del Ministro dell'interno Nicolas Sarkozy (che allo scopo voleva ribadire l'obiettivo di riunificare le due forze dell'ordine) e del ministro della Difesa Michèle Alliot-Marie.
Il 27 novembre 2007 Jean-Claude Bourret fu elevato al grado di colonnello (RC) dal generale d'armata Guy Parayre, direttore della gendarmeria, con facoltà di svolgere incarichi ufficiali per conto delle forze dell'ordine.

### Bourret e gli UFO
Nell'autunno 1973 Jean-Claude Bourret ricevette un dispaccio da un reporter di AFP in Italia, che riferiva di aver avvistato un UFO sopra l'aeroporto di Caselle. Bourret ebbe conferma di ciò da un altro corrispondente in Italia. Si dedicò dunque ad una ricerca sulle osservazioni di UFO in giro per l'Europa, e nella primavera 1974 presentò una rubrica, "dossier OVNI" (OVNI è l'acronimo francese per UFO) nel programma "Pas de Panique", condotto da Claude Villers, nel quale ripercorse la storia di tali avvistamenti (dagli anni 1930 in poi) intervistando scienziati, militari, politici e comuni cittadini. L'intervista di maggior importanza fu quella all'allora ministro della Difesa, Robert Galley, che ammise l'avvistamento da parte di membri dell'esercito francese di simili fenomeni. L'inchiesta fece grande scalpore ed ebbe un ruolo rilevante, nel 1977, per la creazione del GEPAN (Groupe d'Etude des Phénomènes Aérospatiaux Non Identifiés - Gruppo di studio dei fenomeni aerospaziali non identificati), affiliato al CNES.
Nel giugno 1974, Jean-Claude Bourret pubblicò un primo libro sul tema: "La Nouvelle Vague des Soucoupes Volantes", presso l'editore France Empire. Fra il 1975 e il 1979, scrisse altre tre opere analoghe. Altre se ne aggiungeranno negli anni 90, tra cui una scritta a quattro mani con Jean-Jacques Velasco, responsabile della struttura nata dalle ceneri del GEPAN, il SEPRA (Service d'Etude des Phénomènes de Rentrées Atmosphériques - Servizio di studio dei fenomeni di rientro atmosferico).
A novembre 2006 Jean-Claude Bourret fu scelto per mandare un messaggio agli extraterrestri tramite le antenne del CNES: fu scelta una trasmissione di Arte nella quale Jean-Claude Bourret illustrava una progressione geometrica (1-2-4-8-16) usando delle arance, che fu inviata alla velocità di 300 000 km/s verso l'ammasso globulare della costellazione di Cefeo, sulla stella ERRAI, posta a 45 anni luce dalla Terra. Il messaggio arriverà a destinazione verso il 2051, mentre l'ipotetica risposta degli extraterrestri verrebbe captata nel 2096.
Nel giugno 2007 il rapper MC Solaar citò Jean-Claude Bourret e il suo interesse per gli UFO nella sua canzone Le da Vinci Claude. In una strofa si sente:

### La Bestia del Gévaudan
In un'opera in due volumi, Le Secret de la bête du Gévaudan, Jean-Claude Bourret, basandosi su ricerche storiche, affermò di aver raggiunto la soluzione dell'enigma riguardante la bestia del Gévaudan. Il primo tomo narra le notizie fino alla morte "ufficiale " della bestia, un enorme lupo di 65 kg, che fu poi presentato al re Luigi XV il 1º ottobre 1765. Il secondo tomo, nel quale Bourret illustra le sue ricerche, va a seguire gli spostamenti della bestia negli anni precedenti, attestando la sua presenza nel Delfinato nel 1763.

### Altre notizie

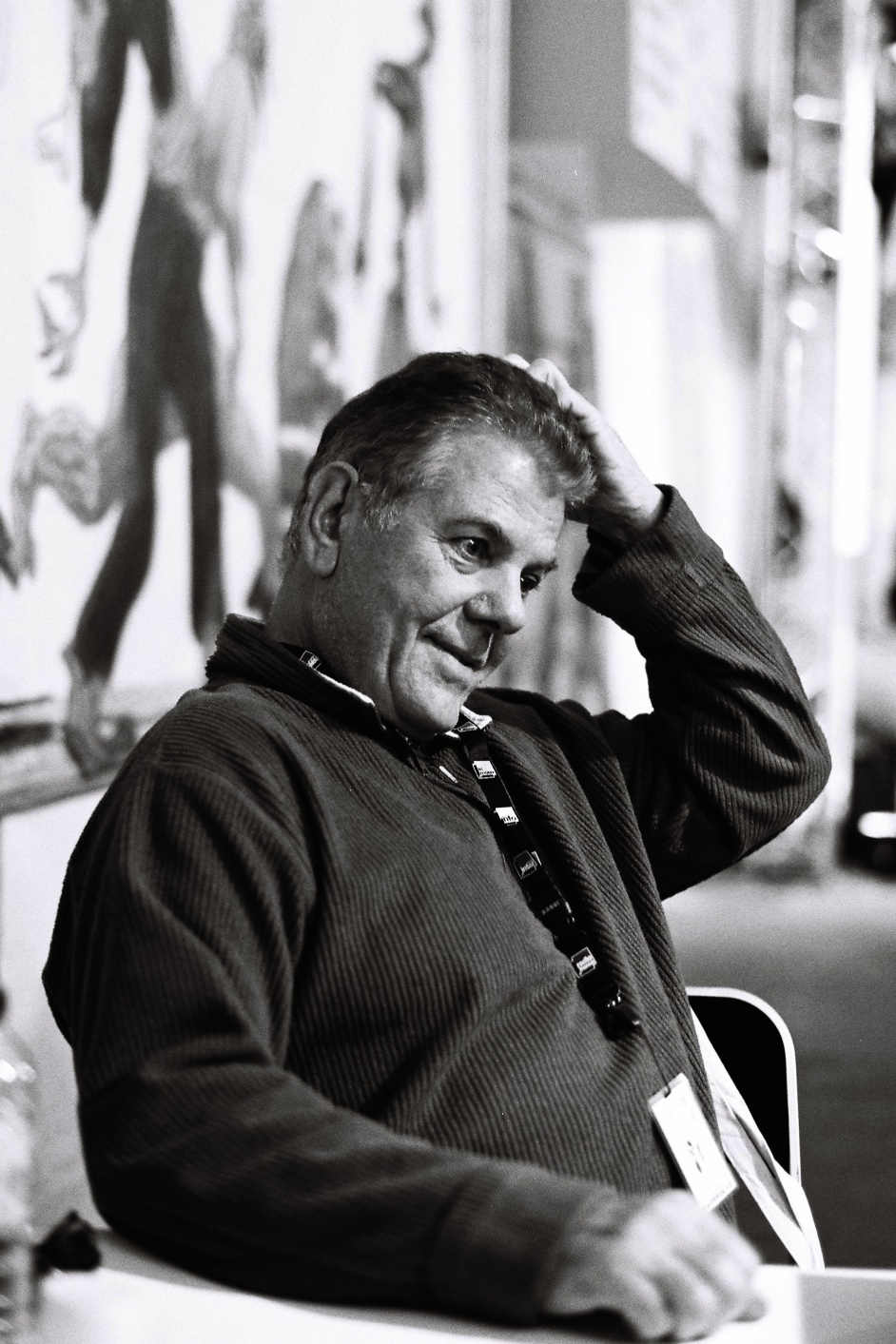
Jean-Claude Bourret al salone del libro di Radio France, il 26 novembre 2011

- Ha ideato le auto di polizia bianche con girofari sul tetto.
- Ha collaborato col Commissariat à l'énergie atomique (CEA) per creare una scala di gravità degli incidenti nucleari.
- È stato tra i primi giornalisti ad occuparsi di inquinamento ambientale nei suoi programmi.
- Ha introdotto in Francia le edizioni brevi del telegiornale, da 6 minuti, su TF1 nel settembre 1984.
- È presidente onorario (dal 1995) dell'associazione Les Petits Cœurs, che si occupa di sostenere i bambini malati di cancro degenti al Centre Léon Bérard (Lione).

## Opere
Jean-Claude Bourret ha scritto 26 libri tra il 1974 e il 2007 su vari temi: UFO, medicina, sulla Gendarmerie nationale terrorismo, giornalismo, ecc.
- [La] Nouvelle vague des soucoupes volantes, éd. France-Empire, Parigi, 1974
- [Le] Nouveau défi des OVNI, éd. France-Empire, Parigi, 1975
- [La] Science face aux extra-terrestres, éd. France-Empire, Parigi, 1977
- OVNI, l'armée parle, éd. France-Empire, Parigi, 1979
- Le guide de votre sécurité, Robert Laffont, 1979
- Auto cent. Le guide des cent voitures les plus vendues. Ed Auto-Journal/Galago (1986)
- Maigrir en mangeant à volonté, France Empire (1987)
- Témoignages OVNI, éd. Atelier 786, 1982 (fumetto, scritto con Patrick Claeys)
- Auto cent. edizioni Galago e l'Auto Journal.
- G.I.G.N., mission impossible; les exploits des gendarmes anti-terroristes, 1982
- "GIGN: vingt ans d'actions - 1974-1994" Michel Lafon 1994
- NAUSSAC souvenirs du village englouti, éd. France-Empire, 1982
- Guérir par l'acupuncture, Paris, 1984
- "Le défi de la médecine par les plantes" France Empire (1983)
- Trois malades sur quatre peuvent être guéris par les plantes, Parigi, 1984
- [Le] SIDA et les maladies sexuellement transmissibles, Parigi, 1985
- con Jean-Jacques Velasco, OVNIs, la science avance, Parigi, 1993 ISBN 2-221-07643-5
- Protégez-vous des cambriolages, Parigi, 1995 ISBN 2-87845-196-1
- OVNIs: 1999, le contact ?, éd. Michel Lafon, Parigi, 1997 ISBN 2-84098-251-X
- Le Secret de la bête du Gévaudan tomo 1 / Jean-Claude Bourret; Julien Grycan. éd. du signe, 2010, 64 pp.
- Le secret de la bête du Gévaudan tomo 2 : Jean-Claude Bourret; Julien Grycan éditions du Signe, 2010, 64 pp.